# Ґотоґе Койохару
Ґотоґе Койохару (яп. 吾峠 呼世晴, Gotōge Koyoharu, нар. 5 травня 1989 , Префектура Фукуока ) — японський художник манґи, відомий за серією манґи Kimetsu no Yaiba (2016—2020). Станом на лютий 2021 року наклад манґи становив понад 150 мільйонів примірників (включно з цифровими копіями), що робить її однією з найбільш продаваних серій манґи всіх часів.
Ґотоґе був включений як «Феноми» до щорічного списку 100 найвпливовіших людей журналу Time, ставши першим художником манґи, який отримав це досягнення.

## Ранні роки
Ґотоґе народився (-лась) в префектурі Фукуока, Японія, 5 травня 1989 року. Автор використовує псевдонім для збереження анонімності.

## Кар'єра
У 2013 році Ґотоґе дебютував на 70-й церемонії вручення премії Jump Treasure Newcomer Manga Awards з ван-шотом Kagarigari (яп. 過狩り狩り). Після цього послідували ще три ван-шоти: Monju Shirō Kyōdai (яп. 文殊史郎兄弟), опублікований у Jump Next! у 2014 році; Rokkotsu-san (яп. 肋骨さん), опублікований у Weekly Shōnen Jump у 2014 році; і Haeniwa no Zigzag (яп. 蠅庭のジグザグ), опублікований у Weekly Shōnen Jump у 2015 році.
Після того як Haeniwa no Zigzag не зміг стати серіальною мангою, Тацухіко Катаяма (перший редактор Ґотоґе) запропонував почати манґу з «легкої для розуміння теми». Дебютна робота Ґотоґе Kagarigari стала основою для Kimetsu no Yaiba. Серія виходила в Weekly Shōnen Jump з 15 лютого 2016 року по 18 травня 2020 року. Вона отримала неймовірний успіх: до лютого 2021 року її тираж перевищив 150 мільйонів копій (включаючи цифрові копії), що зробило її однією з найбільш продаваних серій манґи за весь час.
У лютому 2021 року Ґотоґе прокоментував, що його наступним проектом буде науково-фантастична романтична комедія.

## Вплив
Ґотоґе згадав Химерні пригоди ДжоДжо від Хірохіко Аракі; Наруто від Масасі Кісімото; Бліч від Тайто Кубо; і Gintama від Хідеакі Сорачі як манґи, які мали великий вплив на його творчість.

## Нагороди та відзнаки
У 2020 році Ґотоґе отримав 2-гу премію Kodansha Noma Publishing Culture Award, якою вшановують тих, хто зробив внесок у «оновлення видавничої справи». Ґотоґе отримав нагороду завдяки продажам франшизи, які сприяли розвитку всієї видавничої галузі з 2019 по 2020 рік. Того ж року також отримав нагороду за найкращий сценарій/оригінальний сюжет на Токійському аніме-фестивалі.
У лютому 2021 року Ґотоґе був включений як «Феноми» до щорічного списку 100 найвпливовіших людей журналу Time, що зробило його першим художником манґи, який отримав це досягнення. У березні 2021 року Ґотоґе отримав нагороду Newcomer Award у категорії «Образотворче мистецтво медіа» 2020 року. У 2021 році Ґотоґе отримав спеціальний приз 25-ї щорічної культурної премії Тедзуки Осаму. У 2021 році Ґотоґе отримав гран-прі відділу коміксів на 50-й церемонії нагородження Японської асоціації карикатуристів.

## Праці
- Kagarigari (яп. 過狩り狩り) (2013; ван-шот)
- Monju Shirō Kyōdai (яп. 文殊史郎兄弟) (2014; ван-шот)
- Rokkotsu-san (яп. 肋骨さん) (2014; ван-шот)
- Haeniwa no Zigzag (яп. 蠅庭のジグザグ) (2015; ван-шот)
- Demon Slayer: Kimetsu no Yaiba (яп. 鬼滅の刃, Kimetsu no Yaiba) (2016—2020; серіальна манґа, вийшла у 23 томах)[25][26]
- Koyoharu Gotouge Before Demon Slayer: Kimetsu no Yaiba (яп. 吾峠呼世晴短編集, Gotōge Koyoharu Tanpenshū) (2019; збірник чотирьох ван-шотів Ґотоґе)